# Семіоксамазони
Семіоксамазони (англ. semioxamazones) — хімічні сполуки зі структурою R2C=NNHC(=O)C(=O)NH2, похідні, формально отримані конденсацією альдегідів або кетонів з семіоксамазидом (гідразидом оксамової (oxamic) кислоти) NH2NHC(=O)С(=О)NH2.